# ウィルフリード・ボニー
ウィルフリード・ボニー（Wilfried Bony，1988年12月10日 - ）は、コートジボワール・バンジェヴィル出身の元同国代表のサッカー選手。ディビシオン・プロフェシオナル・オールウェイズ・レディー所属。ポジションはフォワード。

## 経歴

### クラブ
ボニーはコートジボワール・プレミア・ディビジョンのイシア・ワジでプロデビューを果たし、16試合に出場して6ゴールを上げた。2007年にはリヴァプールFCのトライアルを受けたものの、契約には至らなかった。
2008年始めにはACスパルタ・プラハにローンされ、Bチームでプレーをはじめた。このときにCFL（チェコ3部リーグ）優勝を経験している。ボニーはクラブと正式に契約を交わしトップチームに加わった。スパルタでは通算59試合出場22ゴールを上げ、2010年にはガンブリヌス・リーガとスーパーカップ優勝を果たす。
2011年1月30日、410万ユーロでオランダのフィテッセに移籍。契約期間は3年半。デビュー戦で早くもゴールを決めた。
2012-13シーズン、31得点を挙げ、得点王に輝くなどクラブの4位進出に貢献した。
2013年7月11日、スウォンジー・シティAFCへの移籍が決定した。移籍金はクラブ史上最高額となる1200万ポンド。2013-14シーズンは移籍後初年度でありながらプレミアリーグ34試合に出場し17ゴールと得点を量産した。
2015年1月14日、マンチェスター・シティFCに4年半契約で移籍した。
2015年3月21日、プレミアリーグ第30節のウエスト・ブロムウィッチ戦でマンチェスター・シティ移籍後初ゴールを記録した。
マンチェスター・シティではポジション争いに苦戦し、2017年8月31日に古巣のスウォンジー・シティに復帰した。
2022年1月26日、フィテッセ在籍時以来となるエールディヴィジに復帰し、NECナイメヘンと2021-22シーズン終了までの短期契約を交わした。

## 代表歴

### 出場大会
- コートジボワール代表
  - 2014 FIFAワールドカップ

### 試合数
- 国際Aマッチ 59試合 18得点（2010年-2019年）[12]

| コートジボワール代表 | 国際Aマッチ | 国際Aマッチ |
| 年                   | 出場        | 得点        |
| -------------------- | ----------- | ----------- |
| 2010                 | 2           | 0           |
| 2011                 | 5           | 3           |
| 2012                 | 9           | 2           |
| 2013                 | 7           | 4           |
| 2014                 | 10          | 3           |
| 2015                 | 10          | 2           |
| 2016                 | 4           | 0           |
| 2017                 | 5           | 1           |
| 2018                 | 0           | 0           |
| 2019                 | 7           | 3           |
| 通算                 | 59          | 18          |

## タイトル
クラブ
ACスパルタ・プラハ
- ガンブリヌス・リーガ 2009-10

マンチェスター・シティFC
- フットボールリーグカップ 2015-16

代表
コートジボワール代表
- アフリカネイションズカップ 2015

個人
- エールディヴィジ得点王 2012-13

## 人名
姓名に関してはいくらか混乱が見られるが、父親の名前はアメデー・シェミズ・ボニーであり、従って姓はボニー、名はウィルフリードとなる。